# Hill County (Texas)
Das Hill County ist ein County im Bundesstaat Texas der Vereinigten Staaten. Das U.S. Census Bureau hat bei der Volkszählung 2020 eine Einwohnerzahl von 35.874 ermittelt. Der Sitz der County-Verwaltung (County Seat) befindet sich in Hillsboro.

## Geographie
Das County liegt etwa 100 km nordöstlich des geographischen Zentrums von Texas und hat eine Fläche von 2553 Quadratkilometern, wovon 60 Quadratkilometer Wasserfläche sind. Es grenzt im Uhrzeigersinn an folgende Countys: Johnson County, Ellis County, Navarro County, Limestone County, McLennan County und Bosque County.

## Geschichte
Hill County wurde am 7. Februar 1853 aus Teilen des Navarro County gebildet. Benannt wurde es nach George Washington Hill (1814–1860), einem Kriegs- und Marineminister der Republik Texas und Abgeordneten in ihrer State Legislature.

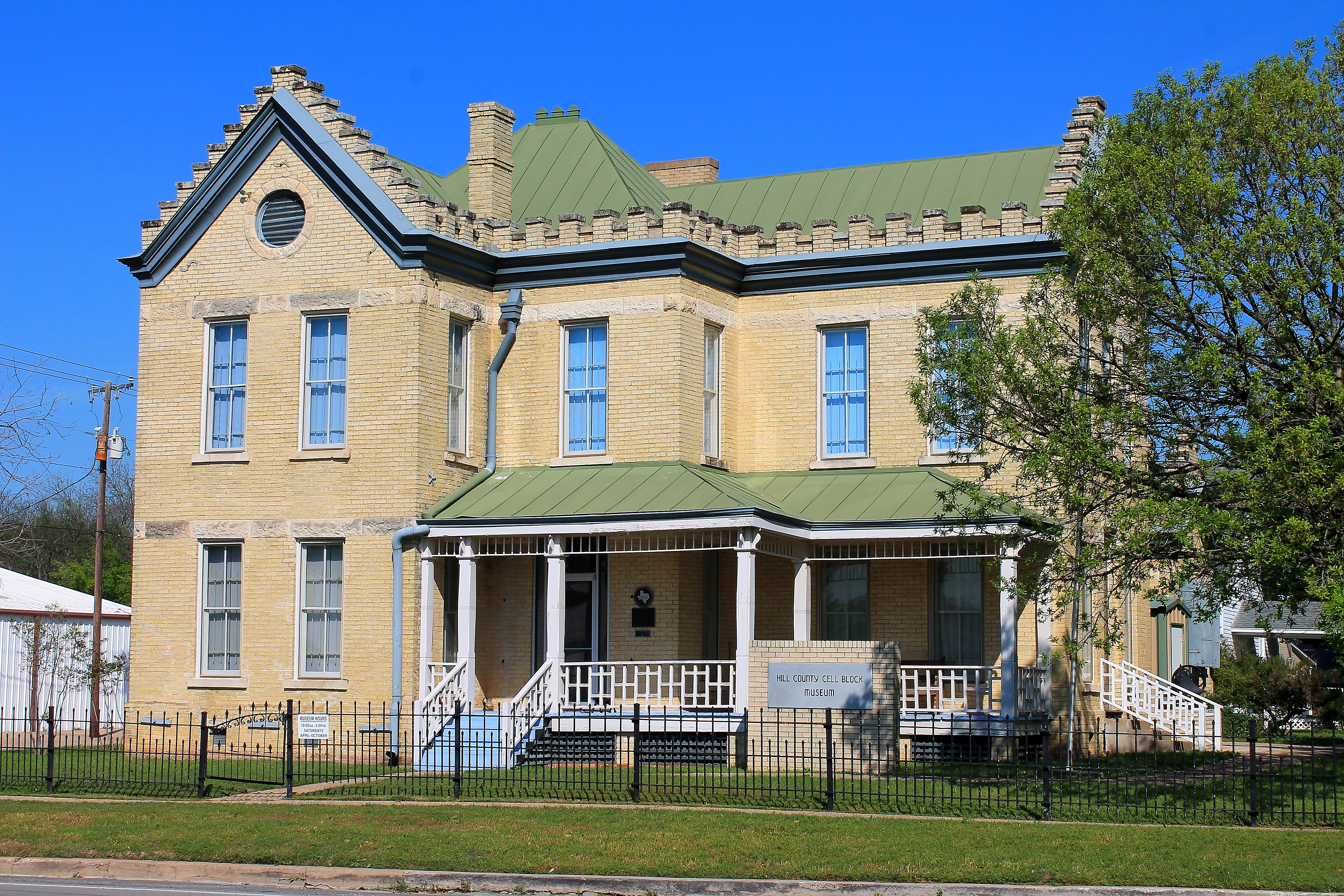
Hill County Jail (2012)

23 Bauwerke und Stätten im County sind im National Register of Historic Places („Nationales Verzeichnis historischer Orte“; NRHP) eingetragen (Stand 24. November 2021), darunter das Hill County Courthouse und das Hill County Jail.

## Demografische Daten

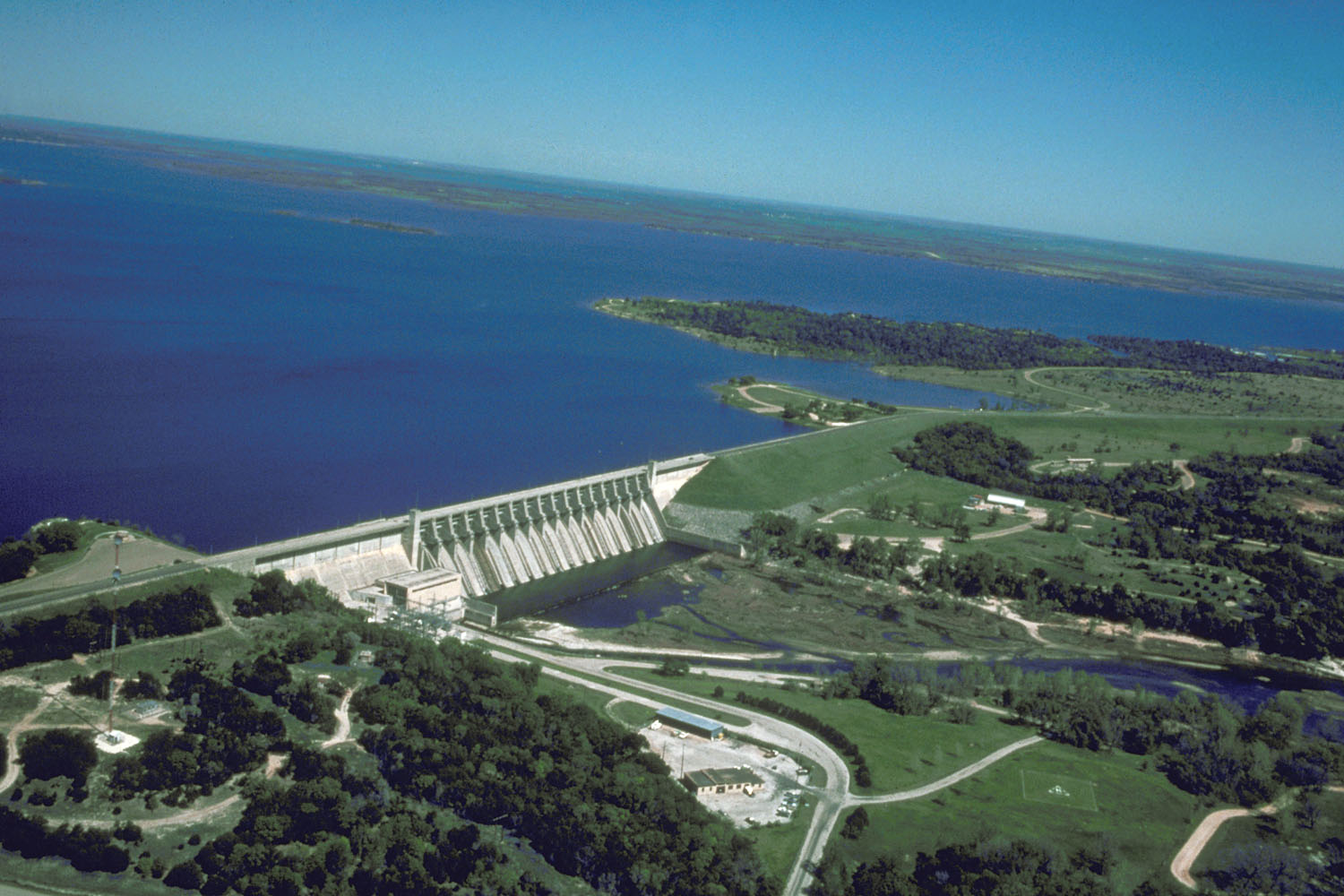
Der Lake Whitney mit dem Lake Whitney Dam

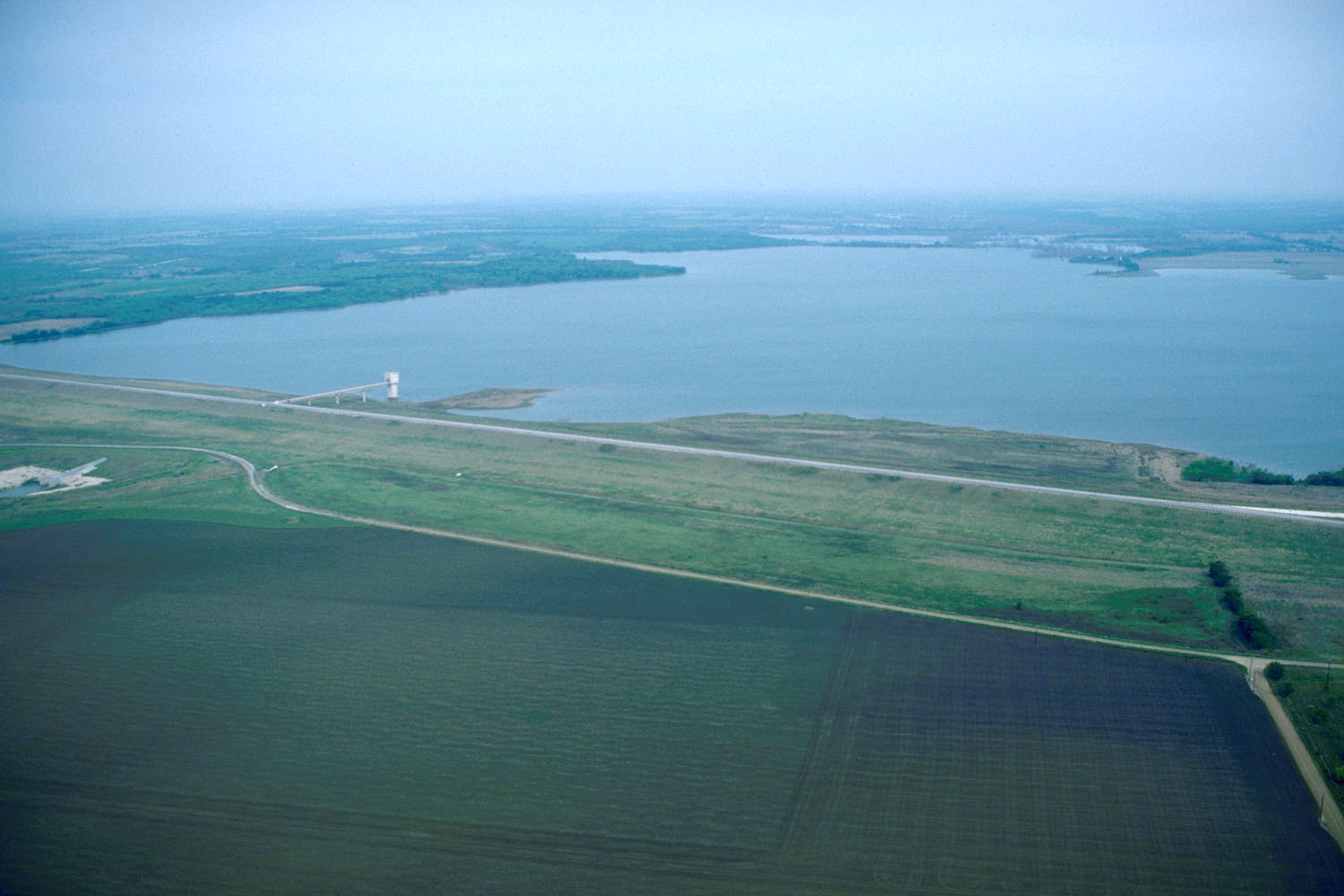
Der Aquilla Lake

Nach der Volkszählung im Jahr 2000 lebten im Hill County 32.321 Menschen in 12.204 Haushalten und 8.725 Familien. Die Bevölkerungsdichte betrug 13 Einwohner pro Quadratkilometer. Ethnisch betrachtet setzte sich die Bevölkerung zusammen aus 84,16 Prozent Weißen, 7,40 Prozent Afroamerikanern, 0,44 Prozent amerikanischen Ureinwohnern, 0,25 Prozent Asiaten, 0,02 Prozent Bewohnern aus dem pazifischen Inselraum und 6,02 Prozent aus anderen ethnischen Gruppen; 1,71 Prozent stammten von zwei oder mehr Ethnien ab. 13,49 Prozent der Einwohner waren spanischer oder lateinamerikanischer Abstammung.
Von den 12.204 Haushalten hatten 30,7 Prozent Kinder oder Jugendliche, die mit ihnen zusammen lebten. 57,5 Prozent waren verheiratete, zusammenlebende Paare 10,1 Prozent waren allein erziehende Mütter und 28,5 Prozent waren keine Familien. 24,8 Prozent waren Singlehaushalte und in 12,5 Prozent lebten Menschen im Alter von 65 Jahren oder darüber. Die durchschnittliche Haushaltsgröße betrug 2,58 und die durchschnittliche Familiengröße betrug 3,07 Personen.
25,9 Prozent der Bevölkerung war unter 18 Jahre alt, 8,5 Prozent zwischen 18 und 24, 24,9 Prozent zwischen 25 und 44, 23,4 Prozent zwischen 45 und 64 und 17,3 Prozent waren 65 Jahre alt oder älter. Das Medianalter betrug 38 Jahre. Auf 100 weibliche Personen kamen 96,7 männliche Personen und auf 100 Frauen im Alter von 18 Jahren oder darüber kamen 93,7 Männer.
Das jährliche Durchschnittseinkommen eines Haushalts betrug 31.600 USD, das Durchschnittseinkommen einer Familie betrug 37.791 USD. Männer hatten ein Durchschnittseinkommen von 29.438 USD, Frauen 20.765 USD. Das Prokopfeinkommen betrug 15.514 USD. 11,9 Prozent der Familien und 15,7 Prozent der Einwohner lebten unterhalb der Armutsgrenze.

## Orte im County
- Abbott
- Aquilla
- Birome
- Blum
- Bonanza
- Brandon
- Bynum
- Carl’s Corner
- Chat
- Covington
- Hillsboro
- Hubbard
- Irene
- Itasca
- Lovelace
- Malone
- Menlow
- Mertens
- Mount Calm
- Pelham
- Penelope
- Peoria
- Vaughan
- Whitney
- Winslow
- Woodbury